# Cyrtocladia unisetosa
Cyrtocladia unisetosa là một loài ruồi trong họ Tachinidae.